# Proteindomän

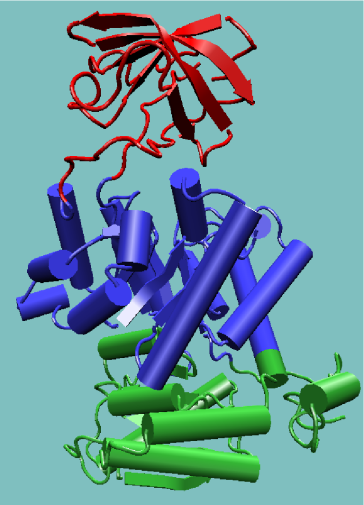
Schematisk bild av pyruvatkinas, ett protein som består av tre domäner (i olika färger på bilden).

En proteindomän är en del av ett protein som utgör en självständig funktionell enhet. Varje domän bildar en kompakt tredimensionell struktur och kan för det mesta veckas ihop till en stabil enhet, oberoende av det övriga proteinet. Proteiner är ofta uppbyggda av flera sammanlänkade domäner.
Proteindomäner kan variera i längd från cirka 25 aminosyror till upp till cirka 500. De kortaste domänerna, som zinkfingrar, stabiliseras av metalljoner eller svavelbryggor.